# Kasper Pedersen (fodboldspiller)
 For alternative betydninger, se Kasper Pedersen. (Se også artikler, som begynder med Kasper Pedersen)
Kasper Pedersen (født 13. januar 1993) er en dansk fodboldspiller, der spiller i den norske Eliteserien klub Stabæk Fotball.

## Karriere
Han startede sin fodboldkarriere i Aabybro IF, inden han skiftede til Jetsmark IF. Han skiftede som 12-årig til AaB.

### AaB
Han spillede frem til foråret 2013 på AaB's Danmarkseriemandskab.
I foråret 2013 gjorde han sig bemærket ved at spille to kampe på AaB's førstehold i Superligaen mod Silkeborg IF og OB, uden at være på kontrakt i klubben, dvs. som amatørspiller. Pladsen i AaB's midterforsvar kom efter skader hos Rasmus Thelander og Thomas Augustinussen samt en karantæne til Kenneth Emil Petersen. I sin første kamp spillede han i midterforsvaret med en anden debutant, Jakob Blåbjerg, der erstattede Lasse Nielsen, som blev skadet under opvarmningen. Endnu mere spektatulært blev det, da Kasper Pedersen scorede sit første mål for AaB efter blot 2 minutter og 33 sekunders spil.
Efter tre officielle optrædener på AaB's førstehold fik han den 7. maj 2013 en kontrakt med AaB. Han forlængede den 2. juli 2015 sin kontrakt med fire år.

### Esbjerg fB
Den 15. januar 2021 blev det offentliggjort, at Kasper Pedersen skiftede til Esbjerg fB, hvor han skrev under på en aftale gældende frem til sommeren 2023.
Allerede samme sommer fik han imidlertid ophævet sin kontrakt med Esbjerg efter gensidig overenskomst. Efterfølgende kom det frem, at han i lighed med en stor del af holdets øvrige spillere var utilfreds med træner Peter Hyballa, der senere sagde sin stilling op, blandt andet efter Pedersens og andre spilleres offentlige kritik. 

### Stabæk
Efter stoppet i Esbjerg fik Pedersen en kontrakt med norske Stabæk Fotball for to et halvt år.

## Karrierestatistik

### Klub
Statistik korrekt pr. 23. februar 2019.
| Klub          | Sæson         | Superliga     | Superliga | Superliga | DBU Pokalen | DBU Pokalen | EL Kvalifikation | EL Kvalifikation | Total | Total |
| Klub          | Sæson         | Division      | Kampe     | Mål       | Kampe       | Mål         | Kampe            | Mål              | Kampe | Mål   |
| ------------- | ------------- | ------------- | --------- | --------- | ----------- | ----------- | ---------------- | ---------------- | ----- | ----- |
| AaB           | 2012-13       | Superliga     | 3         | 1         | 0           | 0           | –                | –                | 3     | 1     |
| AaB           | 2013–14       | Superliga     | 3         | 1         | 3           | 0           | 1                | 0                | 7     | 1     |
| AaB           | 2014–15       | Superliga     | 18        | 1         | 2           | 0           | –                | –                | 20    | 1     |
| AaB           | 2015–16       | Superliga     | 27        | 1         | 6           | 1           | –                | –                | 33    | 2     |
| AaB           | 2016–17       | Superliga     | 25        | 2         | 1           | 0           | –                | –                | 26    | 2     |
| AaB           | 2017–18       | Superliga     | 27        | 3         | 2           | 0           | –                | –                | 29    | 2     |
| AaB           | 2018–19       | Superliga     | 22        | 4         | 4           | 0           | –                | –                | 26    | 4     |
| AaB           | 2019–20       | Superliga     | 18        | 0         | 1           | 0           | –                | –                | 19    | 9     |
| AaB           | 2020-21       | Superliga     | 1         | 0         | 0           | 0           | –                | –                | 1     | 0     |
| Esbjerg fB    | 2020-21       | Superliga     | 0         | 0         | 0           | 0           | 0                | 0                | 0     | 0     |
| Karrieretotal | Karrieretotal | Karrieretotal | 144       | 13        | 16          | 1           | 1                | 0                | 136   | 12    |

## Titler
- AaB
  - Superligaen: 2013/14
  - DBU Pokalen: 2014